# Rolf K. Nilsson
Rolf Krister Nilsson, känd som Rolf K. Nilsson, född 27 mars 1956 i Landskrona, död 7 juli 2021 i Raus distrikt i Helsingborg, var en svensk journalist och politiker (moderat fram till 2017, därefter Medborgerlig samling). Han var ordinarie riksdagsledamot för Moderaterna 2006–2010, invald för Gotlands läns valkrets.

## Biografi
Nilsson hade kommunalpolitiska uppdrag i Helsingborg 1976–1983. Han inledde sin journalistiska bana efter journaliststudier 1984 med olika arbeten på Sydsvenska Dagbladet, Arbetet och Nordvästra Skånes Tidningar. 1987 anställdes Nilsson som redaktionssekreterare på den nystartade endagarstidningen Morgonposten i Göteborg, en tidning inriktad på samhälle och näringsliv, där han 1990 efterträdde PeO Wärring som chefredaktör. 
1995 tillträdde Nilsson tjänsten som ledarskribent och kulturredaktör på Västernorrlands Allehanda i Härnösand. 1997 flyttade han till Gotland och redaktionschefstjänsten på Gotlands Allehanda. 1999 blev Nilsson politisk redaktör och 2002 blev han chefredaktör på tidningen.
Nilsson var under åren 2006–2010 ledamot av Sveriges riksdag, där han representerade Gotlands län och var ledamot av Försvarsutskottet. Under mandatperioden var han moderaternas representant i Pliktutredningen. Nilsson var ordförande för stiftelsen Medeltidsveckans styrelse mellan åren 2002 och 2008, samt tidigare ordförande i Svenska Högerpressens förening mellan åren 2003 och 2007. Han var mellan åren 2007 och 2011 ordförande i styrelsen för Länsteatern på Gotland.
Nilsson var sedan 2011 verksam i eget företag som kommunikations- och medierådgivare. Nilsson var från hösten 2012 redaktör för den då existerande borgerliga opinionsbloggen Kontur, där han företrädesvis skrev om försvars- och säkerhetspolitik.
Nilsson var initiativtagare och en av grundarna till den försvars- och säkerhetspolitiska Tankesmedjan Argos. Han var sedan bildandet den 6 februari 2010 ordförande i Svenska Ronald Reagan-Sällskapet. Nilsson var fast medarbetare som skribent på den konservativa bloggen Tradition och Fason. Ideologiskt har Nilsson kallat sig konservativ, socialkonservativ och antikapitalist.
Den 8 juni 2011 sände SVT/Rapport en granskning av f.d. riksdagsmän som fortfarande försörjdes av riksdagens inkomstgaranti. Som företrädare för ett parti som förordade arbetslinjen fick Nilsson frågan av journalisten om varför han fortfarande tog emot bidrag. Nilsson vägrade svara och lade på luren.